# Пік нафти

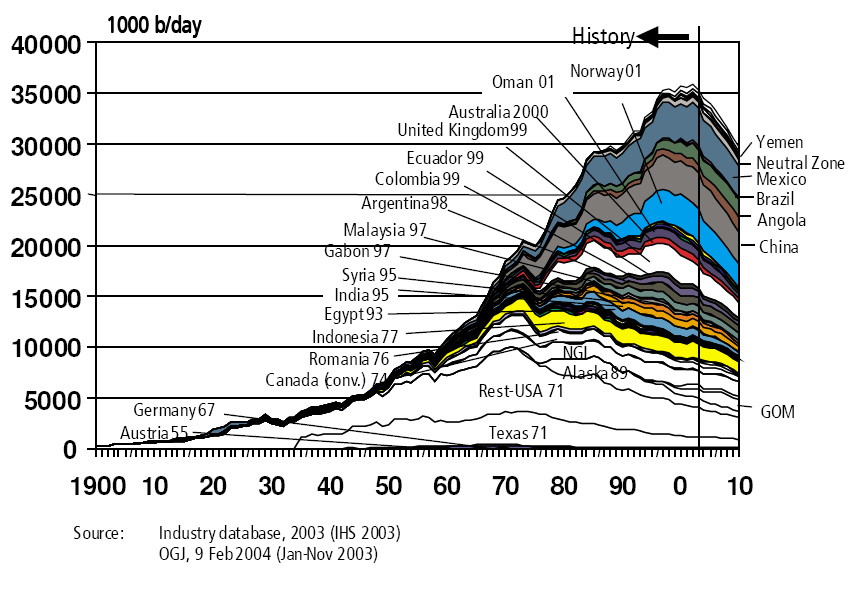
Крива видобутку нафти, 2004 р.

Пік на́фти (англ. Peak Oil) — точка в часі, коли досягнуто максимального рівня видобутку нафти, після якого рівень видобутку починає зменшуватись.

## Загальний опис
Суть «Піку нафти» в тому, що якщо всесвітнє споживання нафти не буде призупинено до того як почнеться період зменшення, може статися світова енергетична криза, бо недостача нафти призведе до росту цін, можливо стрімкого.
Теоретично пік нафти був передбачений американським геофізиком Кінгом Хаббертом, котрий створив модель відомих запасів і припустив у 1956 році, що видобуток нафти в материковій частині США досягне піку між 1965 і 1970 роками і що світовий видобуток досягне піку у 2000 році.
Видобуток традиційної нафти в США досягнув максимуму в 1971 році, і з тих пір зменшується. Світовий видобуток не досягнув максимуму у 2000 році. Прихильники теорії піку нафти висувають пояснення, що модель Хабберта не враховувала нові методи видобутку й ефект від нафтових ембарго ОПЕК 1973 і 1979 років, які дещо знизили глобальне споживання нафти та відклали пік.
Крім того, розрахунок «піку нафти» не враховував видобування сланцевої нафти, нафти щільних колекторів, нафтоносних пісків.
Експерти США станом на 1990 рік зазначали, що за прогнозами передбачається критичний рівень нафтової і енергетичної кризи до 2020 року.
Асоціація з дослідження піку нафти і газу (ASPO), заснована геологом Коліном Кемпбеллом, вирахувала, що річний пік видобутку сирої нафти зі звичайних джерел був на початку 2004 року.
Ґрунтуючись на сучасних відомостях про відомі поклади нафти, приблизну величину майбутніх знахідок, зростаючий попит на нафту і доступну технологію, ASPO дала прогноз, що пік видобутку природного газу очікується між 2010 і 2020 роками, але через труднощі транспортування цієї порівняно леткої речовини, час піку буде залежати від регіону.
Британська Рада з енергетичних досліджень пророкує настання «піку нафти» у 2020-ті роки, Міжнародне енергетичне агентство — у 2030 році.
Якщо всесвітнє споживання нафти не буде призупинено до того, як почнеться період зменшення, може статися світова енергетична криза, бо недостача нафти призведе до зростання цін, можливо, стрімкого. Експерти США станом на 1990 рік зазначали, що, за прогнозами, передбачається критичний рівень нафтової та енергетичної кризи до 2020 року.
За прогнозами Енергетичної інформаційної адміністрації США, видобуток сланцевої нафти пройде пік уже в 2020—2025 роках. Однак темпи розвитку технологій і успішність розвідувальних робіт — фактори слабо передбачувані.
Зауважимо, що розрахунок «піку нафти» різних авторів часто не враховував видобування сланцевої нафти, нафти щільних колекторів, нафтоносних пісків. Крім того, він виходить тільки з концепції біогенної нафти і не враховує на сьогодні вже практично доведену наявність абіогенного накопичення нафтових покладів.
По суті «пік нафти» розрахований на основі осадово-міграційної парадигми нафтогазової геології, що ґрунтувалась на теорії органічного (біогенного) походження нафти і газу. Сьогодні розвивається антагоністично-альтернативна глибинна парадигма на засадах теорії неорганічного (мінерального), абіогенно-мантійного походження вуглеводнів. Тому темпоральна оцінка настання «піку нафти» і навіть в принципі його настання чи не настання залежать від слушності тієї чи іншої парадигми або від пропорцій генезису вуглеводнів за тим чи іншим альтернативним механізмом.

## Можливі наслідки
Оскільки в багатьох країнах енергія нафти, яка використовується під час перевезень тощо, відіграє значну роль у створенні ринку доступної та дешевої їжі, зростання цін на нафту може спричинити також значне зростання цін на харчі. Це може призвести до масового голоду.

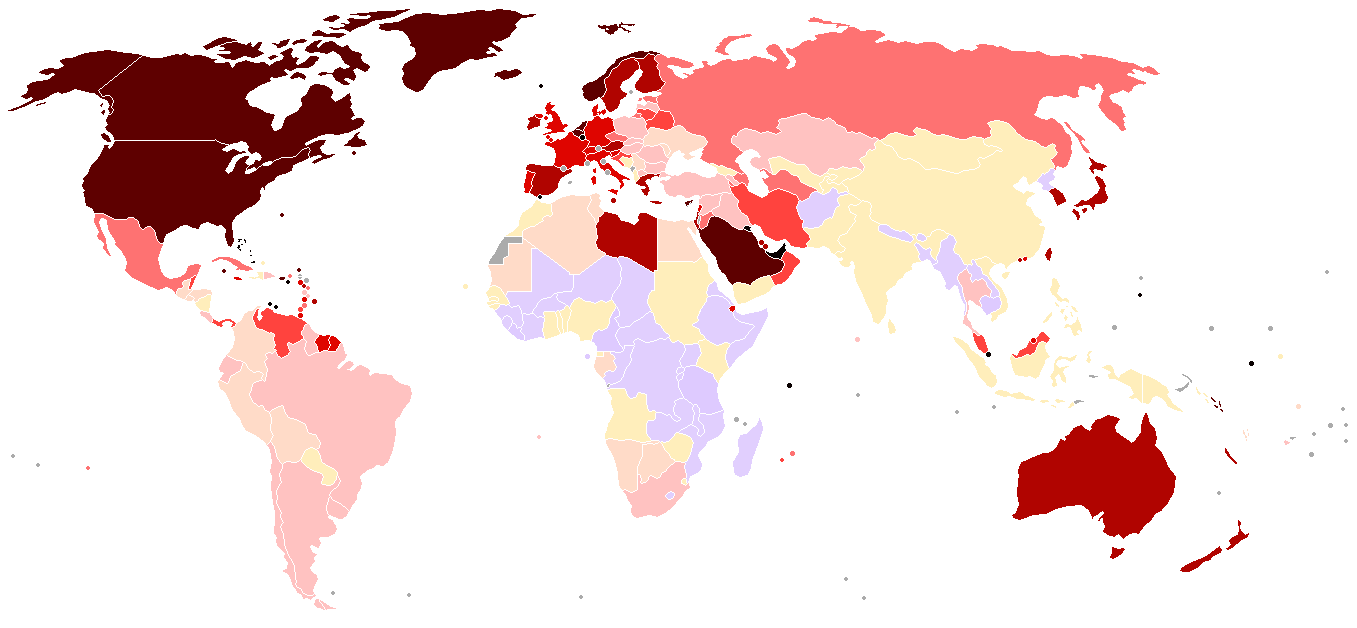
Споживання нафти на душу населення (більш темні кольори представляють більше споживання, сірий не представляє ніяких даних)

Сьогодні Енергетична інформаційна адміністрація (англ. – ЕІА) прогнозує, що видобуток у США досягне максимуму 14 млн б/д у 2027 р. і потім поступово знизиться до 11,3 млн барелів/добу до 2050 р.

## Трансформація поняття
Міжнародне енергетичне агентство (англ. — IEА) та інші аналітики дедалі частіше говорять не про пік пропозиції, а про пік попиту: очікується, що світовий попит на нафту досягне максимуму до 2030 р., після чого через енергетичний перехід, електрифікацію транспорту та кліматичні політики почнеться тривалий спад.
Тобто, на основі вищесказаного про теорії «Піку нафти», можна зробити висновок, що питання «піку нафти» сьогодні більше стоїть у площині плавного переходу до альтернативних енергоресурсів і зниження попиту, аніж гострого дефіциту класичної нафтової сировини.

## Інтернет-ресурси
- Association for the Study of Peak Oil International
- Eating Fossil Fuels FromTheWilderness.com
- Peak Oil Primer — Resilience.org; Peak Oil related articles [Архівовано 25 November 2016 у Wayback Machine.] — Resilience.org
- Evolutionary psychology and peak oil: A Malthusian inspired «heads up» for humanity [Архівовано 22 October 2021 у Wayback Machine.] An overview of peak oil, possible impacts, and mitigation strategies, by Dr. Michael Mills
- Energy Export Databrowser-Visual review of production and consumption trends for individual nations; data from the BP Annual Statistical Review
- Peak oil — EAA-PHEV Wiki Electric vehicles provide an opportunity to transition away from fueling our vehicles with petroleum fuels.
- Peak oil charts A site that allows users to group and chart production data by country.